# Salmensaari (ö i Kajanaland)
Salmensaari är en ö i Finland. Den ligger i sjön Purasjärvi och i kommunen Suomussalmi i den ekonomiska regionen  Kehys-Kainuu  och landskapet Kajanaland, i den nordöstra delen av landet, 600 km norr om huvudstaden Helsingfors. Öns största längd är 60 meter i öst-västlig riktning.